# 歷史機員體育場
歷史機員體育場（Historic Crew Stadium），前稱為哥倫布機員體育場和曼弗雷球場，是一座位於美國俄亥俄州哥倫布的專業足球場。它主要作為美國職業足球大聯盟哥倫布機員的主場。

## 外部連結
- 官方网站